# David B. Goldstein
David Baird Goldstein ist ein US-amerikanischer Physiker, der sich mit Fragen der Energiepolitik, erneuerbaren Energien und Energieeinsparung befasst.
Goldstein studierte an der University of California, Berkeley, mit dem Bachelor-Abschluss 1973 und wurde dort 1978 in Physik promoviert. Er war ab 1975 am Lawrence Berkeley National Laboratory, ab 1978 als fest angestellter Wissenschaftler. Er steht dem 1996 von ihm gegründeten Institute of Market Transformations vor und ist Ko-Direktor des Energie-Programms des Natural Resources Defense Council (NRDC). Er lebt in San Francisco.
Er war auch Gründungsdirektor des Consortium for Energy Efficiency und des New Buildings Institute. Er war an der Etablierung von Standards für die Energieeffizienz von Gebäuden beteiligt und 1987 am National Appliance Energy Conservation Act.
1998 erhielt er den Leo Szilard Lectureship Award und 2002 war er MacArthur Fellow.
Er ist Fellow der American Physical Society.

## Schriften
- Saving Energy, Growing Jobs: How Environmental Protection Promotes Economic Growth, Competition, Profitability and Innovation, Bay Tree Publishing 2007
- Invisible Energy: Strategies to Rescue the Economy and Save the Planet, Bay Tree Publishing 2010